# Zakrzów Turawski
Zakrzów Turawski (dodatkowa nazwa w j. niem. Sacrau Turawa) – wieś położona w województwie opolskim, w powiecie opolskim, w gminie Turawa.

## Nazwa
W okresie hitlerowskiego reżimu w latach 1936-1945 miejscowość nosiła nazwę Hochfelde.
Pierwsza wzmianka o wsi pochodzi z 1593 roku. Na terenie Zakrzowa znajduje się, obecnie nieczynny, kościół drewniany z 1754 roku.

## Zabytki
Do wojewódzkiego rejestru zabytków wpisany jest kościół fil. pw. śś. Piotra i Pawła, drewniany, z 1759 r. (wypisany z księgi rejestru).